# Пођо Пелато (Павија)
Пођо Пелато је насеље у Италији у округу Павија, региону Ломбардија.
Према процени из 2011. у насељу је живело 34 становника. Насеље се налази на надморској висини од 163 м.